# Papualthia mollis
Papualthia mollis là loài thực vật có hoa thuộc họ Na. Loài này được (Warb.) Diels mô tả khoa học đầu tiên năm 1912.